# Apterygothrips
Genre
Apterygothrips est un genre d'insectes thysanoptères de la famille des Phlaeothripidae.

## Liste des espèces
Selon GBIF (3 février 2024) :
- Apterygothrips australis Pitkin, 1973
- Apterygothrips banyan Bhatti, 1997
- Apterygothrips bicolor Johansen, 1982
- Apterygothrips bournieri Bhatti & Mehra, 1994
- Apterygothrips brunneicornis Han, 1991
- Apterygothrips brunneicornus Han
- Apterygothrips canarius (Priesner, 1933)
- Apterygothrips caricis Marullo & Ravazzi, 2002
- Apterygothrips dempax Bhatti & Ananthakrishnan, 1978
- Apterygothrips flavescens Dang & Qiao, 2022
- Apterygothrips flavus Faure, 1940
- Apterygothrips floridensis Johansen & Mojica, 1994
- Apterygothrips fungosus (Ananthakrishnan & Jagadish, 1969)
- Apterygothrips fuscus (Moulton, 1939)
- Apterygothrips gilvipes zur Strassen, 1981
- Apterygothrips haloxyli Priesner, 1933
- Apterygothrips hispanicus (Bagnall, 1916)
- Apterygothrips jenseri Pelikan, 1995
- Apterygothrips jogensis (Ananthakrishnan & Jagadish, 1969)
- Apterygothrips kohai Mound & Walker, 1986
- Apterygothrips longiceps zur Strassen, 1966
- Apterygothrips nakaharai Johansen & Oca, 1989
- Apterygothrips neovulcaniensis Johansen, 1982
- Apterygothrips okajimai Johansen & Oca, 1989
- Apterygothrips pellucidus (Ananthakrishnan, 1968)
- Apterygothrips perplexus Johansen, 1983
- Apterygothrips piceatus zur Strassen, 1966
- Apterygothrips pinicolus Pelikan & Schliephake, 1994
- Apterygothrips pitkini Johansen, 1983
- Apterygothrips politus Johansen, 1982
- Apterygothrips priesneri zur Strassen, 1966
- Apterygothrips remotus (Bianchi, 1947)
- Apterygothrips robustus Okajima, 2006
- Apterygothrips rubiginosus (Ananthakrishnan & Jagadish, 1971)
- Apterygothrips semiflavus Okajima, 2006
- Apterygothrips sparsus Mound & Walker, 1986
- Apterygothrips vesmanisae zur Strassen, 1992
- Apterygothrips viretum Mound & Walker, 1986
- Apterygothrips wollastoni zur Strassen, 1977
- Apterygothrips zelkovae Okajima, 2006
- Apterygothrips zempoalensis Johansen & Oca, 1989

## Systématique
Le nom valide complet (avec auteur) de ce taxon est Apterygothrips Priesner, 1933.